# 開泰 (陳朝)
開泰（かいたい）は、ベトナム陳朝の明宗が使用した元号。1324年旧正月 - 1329年旧2月15日。

## 西暦・干支との対照表
| 開泰 | 元年   | 2年    | 3年    | 4年    | 5年    | 6年    |
| 西暦 | 1324年 | 1325年 | 1326年 | 1327年 | 1328年 | 1329年 |
| 干支 | 甲子   | 乙丑   | 丙寅   | 丁卯   | 戊辰   | 己巳   |